# Ryan Zinke
Ryan Keith Zinke (Bozeman; 1 de noviembre de 1961) es un político y empresario estadounidense que sirvió como secretario del Interior de los Estados Unidos entre 2017 y 2019, durante la primera administración de Donald Trump. Se desempeñó como representante de los Estados Unidos por el distrito congresional at-large de Montana entre 2015 y 2017. Miembro del Partido Republicano, fue miembro del Senado de Montana, en representación del 2.° distrito, entre 2009 y 2013.
Zinke fue designado como secretario del Interior de los Estados Unidos por el presidente Donald Trump. Zinke fue confirmado el 1 de marzo de 2017, convirtiéndose en el primer Navy SEAL y el primer montanés desde la estadidad en ocupar un puesto en el gabinete. Como Secretario del Interior, Zinke ha abierto cada vez más tierras federales para la exploración y extracción de petróleo, gas y minerales. Los gastos de Zinke como Secretario del Interior, que incluyen vuelos costosos, han planteado cuestiones éticas y controversia, y son investigados por la oficina del inspector general del departamento del interior.